# ExpressVPN
ExpressVPN ist ein VPN-Dienst, der von dem auf den Britischen Jungferninseln registrierten Unternehmen Express VPN International Ltd angeboten wird. Die Software wird als Datenschutz- und Sicherheitstool vermarktet, das den Datenverkehr der Nutzer verschlüsselt und deren IP-Adressen maskiert.
Im September 2021 verzeichnete der Dienst 3 Millionen Nutzer.

## Geschichte
Die Muttergesellschaft von ExpressVPN, Express VPN International Ltd, wurde im Jahr 2009 von Peter Burchhardt und Dan Pomerantz gegründet; zwei Multiunternehmern und Absolventen der Wharton School. Die Muttergesellschaft tätigt ihre Geschäfte unter dem Namen ExpressVPN.
ExpressVPN wurde im Dezember 2019 ein Gründungsmitglied der VPN Trust Initiative, einem Interessenverband für die digitale Sicherheit von Verbrauchern.
Im Mai 2020 veröffentlichte das Unternehmen ein neues für ExpressVPN entwickeltes Protokoll namens Lightway. Es dient der Verbesserung der Verbindungsgeschwindigkeiten und der Senkung des Stromverbrauchs. Im Oktober schloss sich Sean O’Brien, der Gründer des Yale Privacy Lab, dem ExpressVPN Digital Security Lab an, um eigene Forschungsarbeiten in den Bereichen Datenschutz und Cybersicherheit durchzuführen.
Am 13. September 2021 wurde die Übernahme von ExpressVPN durch Kape Technologies bekanntgegeben, einem an der LSE notierten Unternehmen für digitalen Datenschutz und Sicherheit, das die drei anderen VPN-Dienste Private Internet Access, CyberGhost und ZenMate betreibt. Zum Zeitpunkt der Übernahme hatte ExpressVPN Berichten zufolge über 3 Millionen Nutzer. ExpressVPN verkündete im September 2021, sein Dienst werde weiterhin von den bestehenden Kape-Marken unabhängig bleiben. 

## Funktionen
ExpressVPN bietet Apps für Windows, macOS, iOS, Android, Linux und Router. Die Apps setzen eine 4096-Bit-CA-, AES-256-CBC-Verschlüsselung und TLSv1.2 ein, um den Datenverkehr der Nutzer zu sichern. Zu den verfügbaren VPN-Protokollen gehören Lightway, OpenVPN (mit TCP/UDP), SSTP, L2TP/IPSec und PPTP.
Die Software bietet auch eine Smart-DNS-Funktion namens MediaStreamer, um Geräte, die kein VPN unterstützen, mit VPN-Funktionen zu versehen. Außerdem gibt es eine App für Router, mit der das VPN auf einem Router eingerichtet werden kann, wodurch auch nicht unterstützte Geräte wie Spielekonsolen genutzt werden können.
ExpressVPN hat seinen Sitz auf den Britischen Jungferninseln, einer datenschutzfreundlichen Region, in der es keine Gesetze zur Vorratsdatenspeicherung gibt und deren Rechtssystem vom Vereinigten Königreich getrennt ist.
Die Muttergesellschaft von ExpressVPN entwickelt auch Tools für Leak-Tests, mit denen Nutzer feststellen können, ob deren VPN-Anbieter bei bestehender VPN-Verbindung Informationen über den Internetverkehr, den DNS oder die wahren IP-Adressen durchsickern lassen, beispielsweise beim Wechsel von einer drahtlosen zu einer kabelgebundenen Internetverbindung.

### Server
Im August 2021 umfasste das ExpressVPN-Netzwerk insgesamt 3.000 Server an 160 VPN-Serverstandorten in 94 Ländern. Im April 2019 verkündete ExpressVPN, dass alle seine VPN-Server ausschließlich auf einem flüchtigen Speicher (RAM) und nicht auf Festplatten laufen. Diese als TrustedServer bezeichnete Sicherheitskonfiguration der Server war in ihrer Art die erste der VPN-Branche.

### Lightway-Protokoll
Lightway ist das Open-Source-VPN-Protokoll von ExpressVPN. Es ähnelt dem WireGuard-Protokoll, setzt aber eine wolfSSL-Verschlüsselung ein, um die Geschwindigkeit auf eingebetteten Geräten wie Routern und Smartphones zu verbessern. Das Protokoll läuft nicht im Kernel des Betriebssystems, sondern ist leichtgewichtig, um Auditing zu ermöglichen. Es soll doppelt so schnell sein wie OpenVPN und unterstützt TCP und UDP.

## Bewertung
Im Oktober 2017 bewertete TechRadar den Dienst mit 4,5 von 5 Sternen und beschrieb ihn als "einen Premium-Dienst mit gut gestalteten Clients, einer breiten Auswahl an Standorten und einer zuverlässigen Leistung."
Im Jahr 2018 testete die Cybersicherheits-Webseite Comparitech die ExpressVPN-Tools für Leak-Tests anhand 11 beliebter VPN-Dienste und fand bei jedem der VPN-Anbieter Leaks, mit Ausnahme von ExpressVPN. Die Webseite stellte jedoch klar: „Fairerweise muss gesagt werden, dass ExpressVPN die Test-Tools entwickelt und vor der Veröffentlichung dieses Artikels bei seiner eigenen VPN-App angewandt hat. Es hat die ursprünglich bemerkten Leaks demnach bereits behoben.“
Der VPN-Dienst wurde im Juli 2019 in einem Testbericht von VPNSelector mit 4,5 von 5 Sternen bewertet und stand damit an erster Stelle unter den VPN-Anbietern.
Der Online-Verlag TechRadar bezeichnete ExpressVPN im Jahr 2020 als seine "Editor’s Choice".
TechRadar und CNET zeichneten den VPN-Dienst im Jahr 2021 als "Editor’s Choice" aus.